# Prawdziwi przyjaciele
Prawdziwi przyjaciele – izraelska komedia erotyczna z 1979, drugi film z serii Lody na patyku.

## Obsada
- Jiftach Kacur – Benny (Benji)
- Cachi Noj – Johnny (Huey)
- Jonatan Segal – Bobby (Momo)
- Yvonne Michaels – Tammy
- Rachel Steiner – Marta
- Dvora Kedar – matka Benny’ego
- Menashe Warshavsky – ojciec Benny’ego
- Judith Koren– matka Tammy
- Yasha Katz – ojciec Tammy

## Ścieżka dźwiękowa
W filmie wykorzystano następujące utwory:
- Splish Splash – wyk. Bobby Darin
- Tammy – wyk. Debbie Reynolds
- Kisses Sweeter Than Wine – wyk. Jimmy Rodgers
- Itsy Bitsy Teenie Weenie Yellow Polka Dot Bikini – wyk. Brian Hyland
- Smoke Get´s In Your Eyes – wyk. The Platters
- Be Bop A Lula – wyk. Gene Vincent
- I´m Sorry – wyk. Brenda Lee
- Runaway – wyk. Del Shannon
- A Summer Place – wyk. The Percy Faith Orchestra
- High School Confidential – wyk. Jerry Lee Lewis
- Lucille – wyk. Little Richard
- To Know Him Is To Love Him – wyk. The Teddy Bears
- Tequila – wyk. The Champs
- Let's Twist Again – wyk. Chubby Checker
- Sleepwalk – wyk. Santo & Johnny
- All Alone Am I – wyk. Brenda Lee
- Why – wyk. Frankie Avalon
- Save The Last Dance For Me – wyk. The Drifters